# Chlotar IV
Chlothar IV (lub Chlotar, Clothar, Clotaire, Chlotochar lub Hlothar, dające Lotar; zmarł ok. 719) – król Austrazji (717-718), został osadzony na tronie przez majordoma pałacu Karola Młota, jako sojusznik na czas wojny domowej, która się wówczas rozpętała.
W 717 Karol powrócił do Neustrii ze swymi wojskami, by zaatakować Chilperyka II i majordoma Neustrii Raganfreda, potwierdził swoją wyższość w zwycięstwie pod Vincy, niedaleko Cambrai. Jego pościg za uciekającym królem i jego majordomem do Paryża skończył się ucieczką Chilperyka. Wskutek takiego obrotu sprawy Karol Młot ogłosił królem Chlotara na miejsce Chilperyka, który popierał kandydaturę Ragenfreda na majordoma całego państwa frankijskiego. W 718 Chilperyk został ponownie pokonany przez Karola pod Soissons. Król uciekł do siedziby swojego sojusznika Odona Wielkiego, księcia Akwitanii. Wkrótce Odon wydał Chilperyka Karolowi. W zamian za uznanie jego panowania nad wszystkimi Frankami, Chilperyk oddawał Karolowi zarząd nad administracją, finansami i wojskiem swojego królestwa.
Chlotar prawdopodobnie zmarł w 718. W 719 Chilperyka podniesiono na tarczy i nazwano królem, stać by się tak mogło wyłącznie w wyniku śmierci Chlotara, jako że Karol nigdy nie był skłonny do uznania Chilperyka. Jest możliwe że Chlotar przeżył i zmarł w 719, 720 lub nawet 721.
Możliwe jest również, że był synem (lub wnukiem) Childeberta III, a nawet, że nie pochodził z rodu Merowingów. Chlotar IV był marionetką w rękach Karola Młota, osobą potrzebną do realizacji jego celów politycznych. Jego panowanie było całkowicie nieskuteczne i niesamodzielne, bo król ten nigdy nie miał samodzielnej władzy.
Z rozdziału 10 kroniki Fredegara (ok. 760):
„Karol [...] wybiera króla imienia Choltar. Chilperyk i Raganfred następnie wysyłali prośby o pomoc do księcia Akwitanii Eudesa (Odona) oddając mu królestwo i swe życie. Więc zebrał swe wojsko w Gaskonii i ruszył  konsekwentnie i bez drżenia. Gdy zobaczył oddziały wroga Eudes uciekł przerażony siłą Karola. Karol kontynuował swą podróż dotarł do Paryża po przekroczeniu Sekwany ruszył na Orlean, goniąc ciągle Chilperyka w końcu król został ze skarbów swych ograbiony i musiał się poddać. King Chlotar umarł, Karol dowiedział się o tym poprzez wysłanników księcia Eudesa. postanowiono, że królem będzie  Chilperyk. Wojska doszły do Noyon, a po pewnym czasie stracił życie i tron: zmarł jak żył, królował sześć lat [...] ”